# Danh sách cầu thủ tham dự giải vô địch bóng đá U-19 châu Âu 2008
Các cầu thủ sinh trong hoặc sau ngày 1 tháng 1 năm 1989 được phép tham gia giải đấu. Tuổi của cầu thủ được tính đến ngày 14 tháng 7 năm 2008 – ngày khai mạc giải đấu. Các cầu thủ in đậm từng thi đấu cho đội tuyển quốc gia.

## Bảng A

### Bulgaria
Huấn luyện viên:  Mihail Madanski
| Số | Vt | Cầu thủ             | Ngày sinh (tuổi)            | Số trận | Câu lạc bộ             |
| -- | -- | ------------------- | --------------------------- | ------- | ---------------------- |
| 1  | TM | Ivan Karadzhov      | 12 tháng 7, 1989 (19 tuổi)  |         | CSKA Sofia             |
| 2  | HV | Tsvetomir Panov     | 17 tháng 4, 1989 (19 tuổi)  |         | Spartak Pleven         |
| 3  | HV | Milcho Makendzhiev  | 31 tháng 10, 1989 (18 tuổi) |         | Lokomotiv Mezdra       |
| 4  | HV | Daniel Zlatkov      | 6 tháng 3, 1989 (19 tuổi)   |         | Pirin Blagoevgrad      |
| 5  | HV | Kristiyan Uzunov    | 4 tháng 2, 1989 (19 tuổi)   |         | CSKA Sofia             |
| 6  | TĐ | Aleksandar Kirov    | 25 tháng 10, 1990 (17 tuổi) |         | Levski Sofia           |
| 7  | TV | Mihail Aleksandrov  | 11 tháng 6, 1989 (19 tuổi)  |         | BoNga Dortmund         |
| 8  | TV | Stefan Velev        | 2 tháng 5, 1989 (19 tuổi)   |         | Lokomotiv Stara Zagora |
| 9  | TĐ | Radoslav Vasilev    | 12 tháng 10, 1990 (17 tuổi) |         | Reading                |
| 10 | TV | Daniel Dimov        | 21 tháng 1, 1989 (19 tuổi)  |         | Cherno More Varna      |
| 11 | TĐ | Branimir Kostadinov | 4 tháng 3, 1989 (19 tuổi)   |         | Hearts                 |
| 12 | TM | Petar Denchev       | 16 tháng 3, 1989 (19 tuổi)  |         | Spartak Plovdiv        |
| 13 | HV | Kostadin Gadzhalov  | 20 tháng 7, 1989 (18 tuổi)  |         | Botev Plovdiv          |
| 14 | TV | Todor Kolev         | 22 tháng 9, 1989 (18 tuổi)  |         | Cherno More Varna      |
| 15 | TV | Ivan Tsachev        | 18 tháng 1, 1989 (19 tuổi)  |         | Levski Sofia           |
| 16 | TĐ | Ismail Isa          | 26 tháng 6, 1989 (19 tuổi)  |         | Levski Sofia           |
| 17 | TĐ | Momchil Tsvetanov   | 12 tháng 3, 1990 (18 tuổi)  |         | Litex Lovech           |
| 18 | TV | Atanas Zehirov      | 13 tháng 2, 1989 (19 tuổi)  |         | CSKA Sofia             |

### Hungary
Huấn luyện viên:  Tibor Sisa
| Số | Vt | Cầu thủ          | Ngày sinh (tuổi)            | Số trận | Câu lạc bộ      |
| -- | -- | ---------------- | --------------------------- | ------- | --------------- |
| 1  | TM | Péter Gulácsi    | 6 tháng 5, 1990 (18 tuổi)   |         | Liverpool       |
| 2  | HV | Attila Busai     | 21 tháng 1, 1989 (19 tuổi)  |         | MTK             |
| 3  | TV | Zsolt Korcsmár   | 9 tháng 1, 1989 (19 tuổi)   |         | Újpest          |
| 4  | HV | Dániel Lengyel   | 1 tháng 3, 1989 (19 tuổi)   |         | MTK             |
| 5  | HV | András Debreceni | 21 tháng 4, 1989 (19 tuổi)  |         | Budapest Honvéd |
| 6  | HV | András Gál       | 20 tháng 4, 1989 (19 tuổi)  |         | MTK             |
| 7  | TV | Vladimir Koman   | 16 tháng 3, 1989 (19 tuổi)  |         | Sampdoria       |
| 8  | TĐ | András Simon     | 30 tháng 3, 1990 (18 tuổi)  |         | Liverpool       |
| 9  | TĐ | Krisztián Németh | 5 tháng 1, 1989 (19 tuổi)   |         | Liverpool       |
| 10 | TĐ | Márk Nikházi     | 2 tháng 2, 1989 (19 tuổi)   |         | MTK             |
| 11 | TV | László Szabó     | 7 tháng 2, 1989 (19 tuổi)   |         | MTK             |
| 12 | TM | Péter Pokorni    | 21 tháng 11, 1989 (18 tuổi) |         | Paks            |
| 13 | HV | Adrián Szekeres  | 21 tháng 4, 1989 (19 tuổi)  |         | MTK             |
| 14 | HV | Ádám Présinger   | 26 tháng 1, 1989 (19 tuổi)  |         | Integrál-DAC    |
| 15 | TV | Bence Iszlai     | 29 tháng 5, 1990 (18 tuổi)  |         | Veszprém        |
| 16 | TĐ | Bálint Bajner    | 18 tháng 11, 1990 (17 tuổi) |         | West Ham United |
| 17 | TV | András Gosztonyi | 7 tháng 11, 1990 (17 tuổi)  |         | MTK             |
| 18 | TV | Olivér Nagy      | 3 tháng 1, 1989 (19 tuổi)   |         | Újpest          |

### Đức
Huấn luyện viên:  Horst Hrubesch
| Số | Vt | Cầu thủ             | Ngày sinh (tuổi)            | Số trận | Câu lạc bộ        |
| -- | -- | ------------------- | --------------------------- | ------- | ----------------- |
| 1  | TM | Tom Mickel          | 19 tháng 4, 1989 (19 tuổi)  |         | Energie Cottbus   |
| 2  | HV | Dennis Diekmeier    | 20 tháng 10, 1989 (18 tuổi) |         | Werder Bremen     |
| 3  | HV | Björn Kopplin       | 7 tháng 1, 1989 (19 tuổi)   |         | Bayern Munich     |
| 4  | HV | Stefan Reinartz     | 1 tháng 1, 1989 (19 tuổi)   |         | Bayer Leverkusen  |
| 5  | HV | Florian Jungwirth   | 27 tháng 1, 1989 (19 tuổi)  |         | 1860 Munich       |
| 6  | TV | Sven Bender         | 27 tháng 4, 1989 (19 tuổi)  |         | 1860 Munich       |
| 7  | TV | Deniz Naki          | 9 tháng 7, 1989 (19 tuổi)   |         | Bayer Leverkusen  |
| 8  | TV | Lars Bender         | 27 tháng 4, 1989 (19 tuổi)  |         | 1860 Munich       |
| 9  | TĐ | Richard Sukuta-Pasu | 24 tháng 6, 1990 (18 tuổi)  |         | Bayer Leverkusen  |
| 10 | TĐ | Timo Gebhart        | 12 tháng 4, 1989 (19 tuổi)  |         | 1860 Munich       |
| 11 | TĐ | Savio Nsereko       | 27 tháng 7, 1989 (18 tuổi)  |         | Brescia           |
| 12 | TM | Ron-Robert Zieler   | 12 tháng 2, 1989 (19 tuổi)  |         | Manchester United |
| 13 | TV | Marcel Risse        | 17 tháng 12, 1989 (18 tuổi) |         | Bayer Leverkusen  |
| 14 | HV | Ömer Toprak         | 21 tháng 7, 1989 (18 tuổi)  |         | SC Freiburg       |
| 15 | TV | Danny Latza         | 7 tháng 12, 1989 (18 tuổi)  |         | Schalke 04        |
| 16 | TV | Mario Vrančić       | 23 tháng 5, 1989 (19 tuổi)  |         | Mainz 05          |
| 17 | TV | Bastian Oczipka     | 12 tháng 1, 1989 (19 tuổi)  |         | Bayer Leverkusen  |
| 18 | TĐ | Rahman Soyudoğru    | 6 tháng 1, 1989 (19 tuổi)   |         | SC Freiburg       |

### Tây Ban Nha
Huấn luyện viên:  Ginés Meléndez
| Số | Vt | Cầu thủ            | Ngày sinh (tuổi)           | Số trận | Câu lạc bộ           |
| -- | -- | ------------------ | -------------------------- | ------- | -------------------- |
| 1  | TM | Tomás Mejías       | 30 tháng 1, 1989 (19 tuổi) |         | Real Madrid          |
| 2  | TV | César Azpilicueta  | 28 tháng 8, 1989 (18 tuổi) |         | Osasuna              |
| 3  | HV | Chema Antón        | 19 tháng 3, 1989 (19 tuổi) |         | Real Madrid          |
| 4  | HV | César Ortiz        | 30 tháng 1, 1989 (19 tuổi) |         | Atlético Madrid      |
| 5  | HV | Víctor Ruiz        | 25 tháng 1, 1989 (19 tuổi) |         | Espanyol             |
| 6  | TV | Ignacio Camacho    | 4 tháng 5, 1990 (18 tuổi)  |         | Atlético Madrid      |
| 7  | HV | Lillo              | 27 tháng 3, 1989 (19 tuổi) |         | Murcia               |
| 8  | TV | Dani Parejo        | 16 tháng 4, 1989 (19 tuổi) |         | Real Madrid Castilla |
| 9  | TĐ | Emilio Nsue        | 30 tháng 9, 1989 (18 tuổi) |         | Mallorca             |
| 10 | TĐ | Aarón              | 26 tháng 4, 1989 (19 tuổi) |         | Valencia             |
| 11 | TĐ | Dani Aquino        | 27 tháng 7, 1990 (17 tuổi) |         | Real Murcia          |
| 12 | HV | Álvaro Domínguez   | 15 tháng 5, 1989 (19 tuổi) |         | Atlético Madrid      |
| 13 | TM | David de Gea       | 7 tháng 11, 1990 (17 tuổi) |         | Atlético Madrid      |
| 14 | HV | Mikel San José     | 30 tháng 5, 1989 (19 tuổi) |         | Liverpool            |
| 15 | TV | Miguel Ángel Luque | 23 tháng 7, 1990 (17 tuổi) |         | Villarreal           |
| 16 | TV | Fran Mérida        | 4 tháng 3, 1990 (18 tuổi)  |         | Arsenal              |
| 17 | TV | Jordi Alba         | 21 tháng 3, 1989 (19 tuổi) |         | Valencia             |
| 18 | TĐ | Iván Bolado        | 3 tháng 7, 1989 (19 tuổi)  |         | Racing de Santander  |
| 19 | HV | Alberto Morgado    | 10 tháng 3, 1990 (18 tuổi) |         | Real Sociedad        |

## Bảng B

### Cộng hòa Séc
Huấn luyện viên:  Jakub Dovalil
| Số | Vt | Cầu thủ           | Ngày sinh (tuổi)            | Số trận | Câu lạc bộ     |
| -- | -- | ----------------- | --------------------------- | ------- | -------------- |
| 1  | TM | Tomáš Vaclík      | 29 tháng 3, 1989 (19 tuổi)  |         | Vítkovice      |
| 2  | HV | Miroslav Štěpánek | 15 tháng 1, 1990 (18 tuổi)  |         | Hamburger SV   |
| 3  | HV | Jan Polák         | 26 tháng 3, 1989 (19 tuổi)  |         | Slovan Liberec |
| 4  | TV | Martin Zeman      | 28 tháng 3, 1989 (19 tuổi)  |         | Sparta Prague  |
| 5  | TV | Jan Hable         | 4 tháng 1, 1989 (19 tuổi)   |         | Fiorentina     |
| 6  | HV | Roman Brunclík    | 13 tháng 3, 1989 (19 tuổi)  |         | Baník Ostrava  |
| 7  | TV | Jan Vošahlík      | 8 tháng 3, 1989 (19 tuổi)   |         | Zenit Čáslav   |
| 8  | TV | Jan Morávek       | 1 tháng 11, 1989 (18 tuổi)  |         | Bohemians 1905 |
| 9  | TV | Tomáš Nuc         | 9 tháng 3, 1989 (19 tuổi)   |         | Sigma Olomouc  |
| 10 | TĐ | Tomáš Necid       | 13 tháng 8, 1989 (18 tuổi)  |         | Jablonec 97    |
| 11 | TĐ | Libor Kozák       | 30 tháng 5, 1989 (19 tuổi)  |         | Lazio          |
| 12 | TV | Petr Reinberk     | 25 tháng 5, 1989 (19 tuổi)  |         | Slovácko       |
| 13 | TV | Jan Lecjaks       | 9 tháng 8, 1990 (17 tuổi)   |         | Viktoria Plzeň |
| 14 | HV | Radim Řezník      | 20 tháng 1, 1989 (19 tuổi)  |         | Baník Ostrava  |
| 15 | HV | Jakub Heidenreich | 27 tháng 4, 1989 (19 tuổi)  |         | Sigma Olomouc  |
| 16 | TM | Michal Bárta      | 23 tháng 12, 1989 (18 tuổi) |         | Sigma Olomouc  |
| 17 | TV | Petr Wojnar       | 12 tháng 1, 1989 (19 tuổi)  |         | Baník Ostrava  |
| 18 | TV | Lukáš Mareček     | 17 tháng 4, 1990 (18 tuổi)  |         | Brno           |

### Anh
Huấn luyện viên:  Brian Eastick
| Số | Vt | Cầu thủ          | Ngày sinh (tuổi)            | Số trận | Câu lạc bộ        |
| -- | -- | ---------------- | --------------------------- | ------- | ----------------- |
| 1  | TM | David Button     | 27 tháng 2, 1989 (19 tuổi)  |         | Tottenham Hotspur |
| 2  | HV | Jack Cork        | 26 tháng 6, 1989 (19 tuổi)  |         | Chelsea           |
| 3  | HV | Joe Mattock      | 15 tháng 5, 1990 (18 tuổi)  |         | Leicester City    |
| 4  | TV | Dan Gosling      | 1 tháng 2, 1990 (18 tuổi)   |         | Everton           |
| 5  | HV | James Tomkins    | 29 tháng 3, 1989 (19 tuổi)  |         | West Ham United   |
| 6  | HV | Krystian Pearce  | 5 tháng 1, 1990 (18 tuổi)   |         | Birmingham City   |
| 7  | TĐ | Scott Sinclair   | 25 tháng 3, 1989 (19 tuổi)  |         | Chelsea           |
| 8  | TV | Kieran Gibbs     | 26 tháng 9, 1989 (18 tuổi)  |         | Arsenal           |
| 9  | TĐ | Daniel Sturridge | 1 tháng 9, 1989 (18 tuổi)   |         | Manchester City   |
| 10 | TĐ | Freddie Sears    | 27 tháng 11, 1989 (18 tuổi) |         | West Ham United   |
| 11 | TV | Danny Rose       | 2 tháng 7, 1990 (18 tuổi)   |         | Tottenham Hotspur |
| 12 | HV | Ryan Bertrand    | 5 tháng 8, 1990 (17 tuổi)   |         | Chelsea           |
| 13 | TM | Jason Steele     | 18 tháng 8, 1990 (17 tuổi)  |         | Middlesbrough     |
| 14 | TV | Victor Moses     | 12 tháng 12, 1990 (17 tuổi) |         | Crystal Palace    |
| 15 | TV | Jamie Chandler   | 24 tháng 3, 1989 (19 tuổi)  |         | Sunderland        |
| 16 | TV | Fabian Delph     | 21 tháng 11, 1989 (18 tuổi) |         | Leeds United      |
| 17 | HV | Ben Mee          | 6 tháng 7, 1990 (18 tuổi)   |         | Manchester City   |
| 18 | TĐ | Tope Obadeyi     | 29 tháng 10, 1989 (18 tuổi) |         | Bolton Wanderers  |

### Hy Lạp
Huấn luyện viên:  Alexis Alexiou
| Số | Vt | Cầu thủ               | Ngày sinh (tuổi)            | Số trận | Câu lạc bộ         |
| -- | -- | --------------------- | --------------------------- | ------- | ------------------ |
| 1  | TM | Dean Bouzanis         | 2 tháng 10, 1990 (17 tuổi)  |         | Liverpool          |
| 2  | HV | Nikos Barboudis       | 6 tháng 3, 1989 (19 tuổi)   |         | AEK Athens         |
| 3  | HV | Vasilis Lambropoulos  | 31 tháng 3, 1990 (18 tuổi)  |         | Olympiacos         |
| 4  | TV | Kyriakos Papadopoulos | 23 tháng 2, 1992 (16 tuổi)  |         | Olympiacos         |
| 5  | HV | Nikos Boutzikos       | 6 tháng 9, 1989 (18 tuổi)   |         | Panathinaikos      |
| 6  | TV | Savvas Gentsoglou     | 19 tháng 9, 1990 (17 tuổi)  |         | AEK Athens         |
| 7  | TV | Sotiris Ninis         | 3 tháng 4, 1990 (18 tuổi)   |         | Panathinaikos      |
| 8  | TĐ | Michalis Kyrgias      | 14 tháng 10, 1989 (18 tuổi) |         | Atromitos          |
| 9  | TĐ | Lefteris Matsoukas    | 7 tháng 3, 1990 (18 tuổi)   |         | Werder Bremen II   |
| 10 | TV | Sotiris Stratakis     | 30 tháng 3, 1989 (19 tuổi)  |         | BoNga Dortmund     |
| 11 | TĐ | Michalis Pavlis       | 22 tháng 9, 1989 (18 tuổi)  |         | AEK Athens         |
| 12 | TM | Nikos Babaniotis      | 28 tháng 6, 1989 (19 tuổi)  |         | Panetolikos        |
| 13 | HV | Leonidas Argyropoulos | 29 tháng 5, 1990 (18 tuổi)  |         | Korinthos          |
| 14 | HV | Vangelis Galanis      | 7 tháng 9, 1989 (18 tuổi)   |         | Kavala             |
| 15 | TV | Stergios Psianos      | 12 tháng 9, 1990 (17 tuổi)  |         | Apollon Kalamarias |
| 16 | TV | Giannis Papadopoulos  | 9 tháng 3, 1989 (19 tuổi)   |         | Olympiacos         |
| 17 | TV | Thodoris Karapetsas   | 25 tháng 1, 1990 (18 tuổi)  |         | Grasshopper        |
| 18 | TĐ | Apostolos Giannou     | 25 tháng 1, 1990 (18 tuổi)  |         | Apollon Kalamarias |

### Ý
Huấn luyện viên:  Phápsco Rocca
| Số | Vt | Cầu thủ                  | Ngày sinh (tuổi)            | Số trận | Câu lạc bộ       |
| -- | -- | ------------------------ | --------------------------- | ------- | ---------------- |
| 1  | TM | Vincenzo Fiorillo        | 13 tháng 1, 1990 (18 tuổi)  |         | Sampdoria        |
| 2  | HV | Matteo Darmian           | 2 tháng 12, 1989 (18 tuổi)  |         | Milan            |
| 3  | HV | Matteo Bruscagin         | 3 tháng 8, 1989 (18 tuổi)   |         | Monza            |
| 4  | TV | Silvano Raggio Garibaldi | 27 tháng 3, 1989 (19 tuổi)  |         | Genoa            |
| 5  | HV | Massimiliano Tagliani    | 4 tháng 4, 1989 (19 tuổi)   |         | Fiorentina       |
| 6  | HV | Matteo Gentili           | 21 tháng 8, 1989 (18 tuổi)  |         | Atalanta         |
| 7  | TĐ | Alberto Paloschi         | 4 tháng 1, 1990 (18 tuổi)   |         | Milan            |
| 8  | TV | Andrea Mazzarani         | 6 tháng 11, 1989 (18 tuổi)  |         | Cisco Roma       |
| 9  | TĐ | Stefano Okaka            | 9 tháng 8, 1989 (18 tuổi)   |         | Roma             |
| 10 | TĐ | Fernando Forestieri      | 15 tháng 1, 1990 (18 tuổi)  |         | Siena            |
| 11 | TĐ | Umberto Eusepi           | 9 tháng 1, 1989 (19 tuổi)   |         | Genoa            |
| 12 | TM | Carlo Pinsoglio          | 16 tháng 3, 1990 (18 tuổi)  |         | Juventus         |
| 13 | HV | Giovanni Formiconi       | 14 tháng 12, 1989 (18 tuổi) |         | Udinese          |
| 14 | HV | Michelangelo Albertazzi  | 7 tháng 1, 1991 (17 tuổi)   |         | Bologna          |
| 15 | TV | Andrea Poli              | 29 tháng 9, 1989 (18 tuổi)  |         | Sampdoria        |
| 16 | TV | Giacomo Bonaventura      | 22 tháng 8, 1989 (18 tuổi)  |         | Atalanta         |
| 17 | HV | Domenico Marchetti       | 7 tháng 8, 1990 (17 tuổi)   |         | Real Montecchio  |
| 18 | TĐ | Fabio Zamblera           | 7 tháng 4, 1990 (18 tuổi)   |         | Newcastle United |